# Livádia (Kilkís)
Pour les articles homonymes, voir Livadia.
Livádia, en grec moderne : Λιβάδια, est un village et un ancien dème du district régional de Kilkís en Macédoine-Centrale en Grèce.
Selon le recensement de 2011, la population du dème et du village compte 404 habitants.
Le dème est fusionné, en 2010, dans celui de Péonie.